# Le Consentement forcé
Pour plus de détails, voir Fiche technique et Distribution.
Le Consentement forcé (ou Boireau - Consentement forcé) est un film muet français réalisé par Georges Monca, sorti en 1908.

## Fiche technique
- Titre : Le Consentement forcé
- Titre alternatif : Boireau - Consentement forcé
- Titre anglophone (États-Unis) : Tricked into Giving His Consent
- Réalisation : Georges Monca
- Scénario :
- Photographie :
- Montage :
- Société de production : Pathé Frères
- Société de distribution : Pathé Frères
- Pays de production :  France
- Langue : français
- Métrage : 115 mètres
- Format : Noir et blanc — 35 mm — 1,33:1 — Muet
- Genre :  Comédie
- Durée : 3 minutes 50
- Numéro de catalogue Pathé : 2392
- Dates de sortie :
  - France : 1908
  - États-Unis : 10 octobre 1908

## Distribution
- André Deed : Boireau